# Нила (Новикова)
Нила (в миру Евдокия Андреевна Новикова; 4 августа 1902, село Цвитное, Донецкая область — 6 марта 1999, посёлок Фосфоритный Московская область) — схимонахиня Русской православной церкви.

## Биография
Родилась 4 августа 1902 года в селе Цви(е)тное Донецкой области в семье Андрея и Епистимии Новиковых. Это был девятый ребёнок в семье. Новорождённую окрестили в тот же день с именем Евдокия, в честь преподобномученицы Евдокии Римляныны Архивная копия от 9 июля 2017 на Wayback Machine. Дети в семье Новиковых воспитывались в духе христианской веры и благочестия. Обладая хорошим слухом и голосом, Евдокия с малых лет пела в церковном хоре. В двенадцать лет получила благословение родителей и поступила в монастырь, где игуменией была родная сестра её матери. В восемнадцать лет (в 1920) Евдокия получила постриг в мантию с именем Евфросинии, в честь преподобной Евфросинии Полоцкой. После Октябрьской революции, во время гонения на церковь, Евфросинию по решению суда приговорили к 20 годам ссылки и конвоировали на Соловецкие острова. В 1949 году она была досрочно освобождена по амнистии. Пробыв в лагерях 14 лет 3 месяца и 3 дня, она вспоминала: «Если бы не милость Господа и помощь Пресвятой Богородицы, не в силах человеческих вынести то, что пришлось пережить в лагере».

После освобождения из заключения Евфросиния уехала на родину. Затем посетила Киево-Печерскую лавру, потом переехала в Тулу, где работала домработницей. В 1960-х годах в Троице-Сергиевой лавре состоялся её постриг в схиму с именем Нила, в честь преподобного Нила Столбенского. Матушка поселилась у монахини Рафаилы в посёлке Фосфоритный Московской области.
Умерла схимонахиня Нила 6 марта 1999 года. Похоронена в Воскресенске, в храме Иоанна Златоуста Архивная копия от 18 апреля 2018 на Wayback Machine.